# Партия народного действия (Вануату)
Партия народного действия (англ. People's Action Party (PAP), фр. Parti de l'Action Populaire) — политическая партия Вануату. На парламентских выборах 6 июля 2004 года получила одно место из 52, впервые пройдя в парламент Вануату.

## История и парламентская деятельность
По данным Южнотихоокеанского университета, основана в 2003 году выходцами из партии Вануаку. Основная электоральная поддержка сосредоточена на островах Аоба и Эспириту-Санто.
Единственный представитель партии, избранный в парламент в каденции 2004, 2008, 2012 годов — Питер Вута. В 2008—2009 — первый вице-спикер.
В настоящее время переживает серьезный кризис — на парламентских выборах 2016 получила всего 80 голосов или 0,07 % голосов.

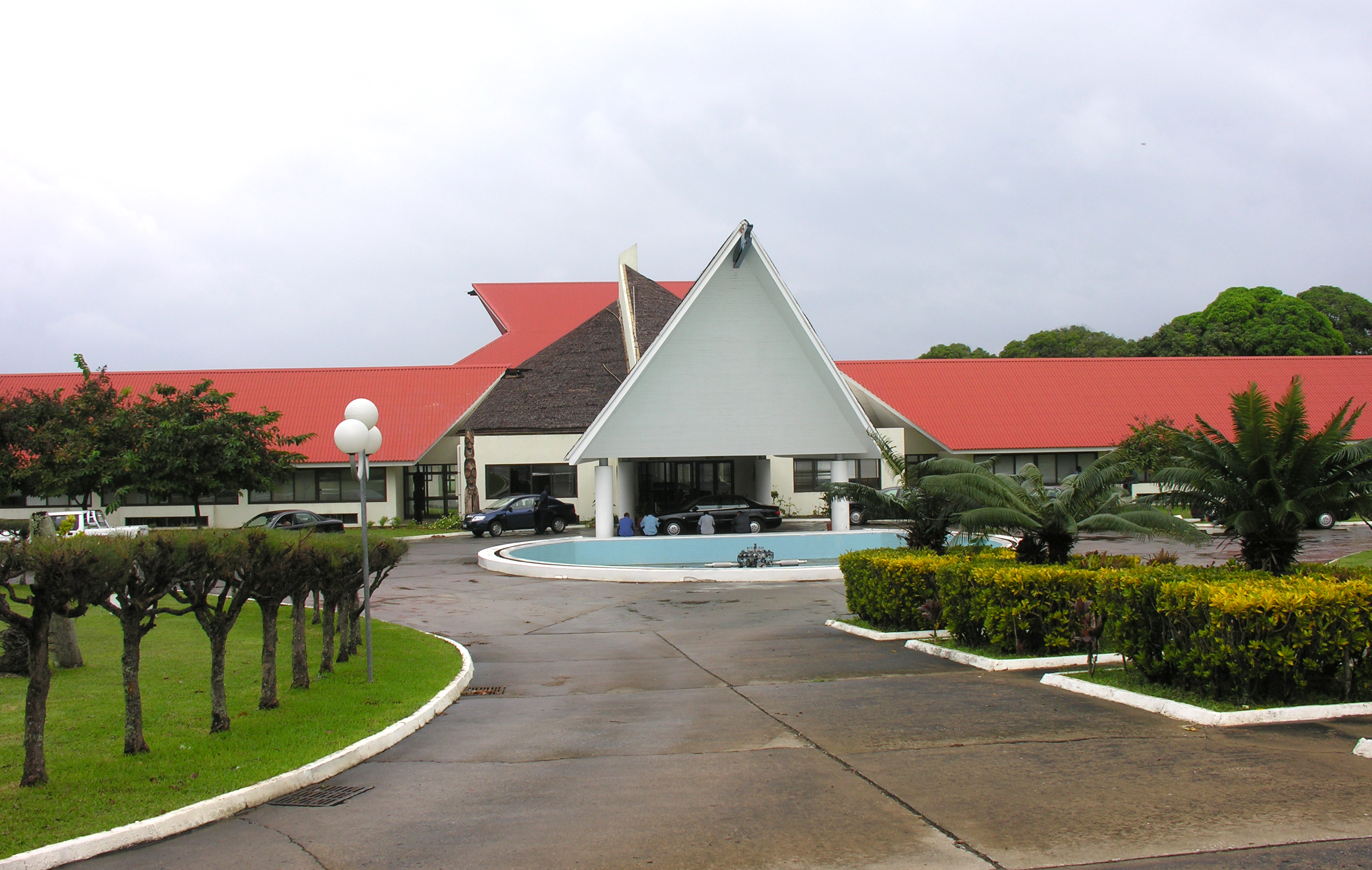
Парламент Вануату.

| Места в парламенте |      |      |      |
| Год                | 2004 | 2008 | 2012 |
| Места              | 1    | 1    | 0    |

## Политическая программа
- Посадка ценных культур. В качестве волонтерской деятельности члены партии должны за год высадить 200 саженцев продуктивных сельскохозяйственных культур.
- Создание рабочих мест путем развития инфраструктуры.
- Доступ населения к качественной чистой воде.
- Медицинское страхование пожилых людей.
- Пенсии по старости в виде постоянных выплат.
- Декларация и проверка доходов и расходов выборных лиц.